# 조니 용 보시
조니 용 보시(영어: Johnny Yong Bosch, 1976년 1월 6일 ~ )는 미국의 배우, 성우, 뮤지션이다. 《파워 레인저》 시리즈의 블랙 레인저 역할로 데뷔했으며, 이후에는 주로 성우로 일했다. 퍼니메이션 소속으로서 대표적인 배역으로는 일본 애니메이션 《블리치》의 주인공 쿠로사키 이치고 역, 《코드 기어스 반역의 를르슈》의 주인공 를르슈 람페르지 역, 그리고 《도라에몽》의 노비타 역이 있으며 《페르소나》 시리즈의 나루카미 유와 아다치 도루 역도 있다. 밴드 '아이샤인'의 프런트로도 활동중이다.

## 성우 출연작 목록

### 일본 애니메이션
- 나루토 - 시라누이 겐마
- 라스트 엑자일 - 칼루카 발카
- 아키라 - 카네다 쇼타로
- 박살천사 도쿠로 - 쿠사카베 사쿠라
- 블리치 - 쿠로사키 이치고
- 세일러 문 - 아르테미스
- 스즈미야 하루히의 우울 - 코이즈미 이츠키
  - 나가토 유키짱의 소실 - 코이즈미 이츠키
- 코드 기어스 반역의 를르슈 - 를르슈 람페르지
- 코제트의 초상 - 쿠라하시 에이리 (케빈 해처 명의)
- 천원돌파 그렌라간 - 로시우 아다이
- 청의 엑소시스트 - 오쿠무라 유키오
- 초속 5센티미터 - 토노 타카키
- 테니스의 왕자 - 후지 슈스케
- 텐카이 나이트 - 그렌 내시
- 토라도라 - 키타무라 유사쿠
- K - 후시미 사루히코

### 비디오 게임
- 사쿠라 대전 3 - 타이가 신지로
- 트랜스포머: 워 포 사이버트론 - 범블비